# 紅尾無鬚鯰
紅尾無鬚鯰，為輻鰭魚綱鯰形目項鰭鯰科的其中一種，為熱帶淡水魚類，廣泛分布於南美洲各淡水流域，本魚身體裸露且瘦長，頭部尖且頂端扁平，嘴大且寬，體長可達59公分，棲息在植物生長茂密、水流平緩的底層水域，以魚類及甲殼類為食，生活習性不明，可做為食用魚、養殖魚及觀賞魚。

## 扩展阅读
維基物種上的相關：紅尾無鬚鯰